# Artemísia I de Cária
Artemísia I (em Grego, Αρτεμισία) (c. 480 a.C.), sátrapa da Cária, lutou em Salamina ao lado dos persas, como Almirante de toda a sua frota.

## Biografia
Segundo Pausânias, Artemísia, filha de Ligdamis, rainha de Halicarnasso, juntou-se à expedição de Xerxes contra a Grécia, e distinguiu-se na Batalha de Salamina.
Segundo Heródoto, Artemísia era Halicarnassense por parte de pai, e cretense por parte de mãe. Ela passou a governar a Cária após a morte de seu esposo, que era cliente dos persas. Apesar de suas origens gregas, participou da segunda invasão persa liderada por Xerxes I, inclusive oferecendo bons conselhos ao rei. Lutou com destaque na Batalha de Salamina, onde comandou cinco navios de seu reino. Heródoto a descreveu favoravelmente e ressaltou os elogios à sua bravura durante a batalha feitos pelo rei persa.
Segundo Plutarco, foi ela quem reconheceu o corpo de Ariâmenes, irmão de Xerxes e almirante da frota persa, que morreu após seu barco ter sido abalroado pelo barco de Amínias, o Deceliano e Sócles, o Peaniano; Ariâmenes tentou abordar a trirreme grega, mas foi morto pelas lanças

## Legado
As colunas de mármore do mercado de Esparta, no século II a.C., eram ilustradas com figuras dos persas, inclusive Artemísia e Mardônio, filho de Góbrias.

## Artemísia no cinema
- 300: Rise of an Empire, com Eva Green no papel de Artemísia.